# 帕尔拉斯科
帕尔拉斯科（義大利語：Parlasco），是意大利莱科省的一个市镇。总面积2平方公里，人口135人，人口密度67.5人/平方公里（2009年）。国家统计（ISTAT）代码为097064。